# Lindaspio southwardorum
Lindaspio southwardorum är en ringmaskart som beskrevs av Blake och Maciolek 1992. Lindaspio southwardorum ingår i släktet Lindaspio och familjen Spionidae. Inga underarter finns listade i Catalogue of Life.